# IDW Publishing
Pour les articles homonymes, voir IDW.
IDW Publishing (Idea and Design Works), LLC, ou IDW est un éditeur américain de bandes dessinées, comics, romans graphiques… Il a été créé en 1999 par Stephen A. Geppi, directeur de Diamond Comic Distributors, à San Diego.

## Histoire
En 1996 Diamond Comic Distributors décide de distribuer exclusivement ses propres comics, excluant les publications Marvel Comics. Il y eut une enquête quant à son monopole sur la distribution des comics aux États-Unis. En 1999 Diamond Comic Distributors crée sa filiale IDW Publishing pour regrouper ses comics.
En 2010, IDW Publishing lance la série « Artist's Edition (en) » qui vise à éditer des comics à partir des planches originales de l'auteur, y-compris au niveau du format.
Le 21 janvier 2015, Disney accorde une licence à IDW pour reprendre des publications Disney aux États-Unis dont Uncle Scrooge en avril 2015, une série Donald Duck en mai, une Mickey Mouse en juin et Walt Disney's Comics and Stories en septembre,,.
Le 23 janvier 2017, IDW Publishing sous licence de Disney annonce la mise à disposition de son catalogue de bandes dessinées Disney sur son application et sur ComiXology à compter du 1er février 2017.
IDW Publishing possède les licences des films, jeux et animation sous forme de comics.

## Auteurs
- Ashley Wood
- Ben Templesmith
- Steve Niles
- Jimmy Palmiotti
- Justin Gray
- Trevor Hutchison
- Casey Coller
- Guido Guidi
- Shane McCarthy
- Klaus Scherwinski
- Dara Naraghi
- Nick Runge
- Alan Robinson
- Igor Kordey
- Christos Gage
- Chuck Dixon
- Simon Furman
- Chris Ryall
- Don Figueroa
- Francis Paul Wilson
- Matthew Dow Smith
- Brian Wood
- Kristian Donaldson
- David Lapham
- David Messina
- Joe Corroney
- David Tipton
- Scott Tipton
- Art Lyon
- Brian Lynch
- Joss Whedon
- Jeff Mariotte
- David Messina
- Larry Hama
- Gary Russell
- Joe Hill
- Gabriel Rodriguez
- Clive Barker
- Troy Little
- Igor Kordey
- John Ostrander
- Pat Mills
- David Lopez
- Peter David
- Wayne Osborne
- John Byrne
- John Workman
- Robert Atkins
- J. Scott Campbell
- Mike W. Barr
- Keith Champagne
- E. J. Su
- William Gibson
- Butch Guice